# Kaʻula
L'isola di Kaʻula, detta anche scoglio di Kaʻula (Tahoora, per la popolazione indigena) è una piccola isola a forma di mezzaluna nell'arcipelago delle Hawaii, negli Stati Uniti d'America. Ancorché disabitata, appartiene amministrativamente alla contea di Kauai. Si tratta della cima di un cono vulcanico che poggia su un più ampio cono sommerso.
Dal 1932 al 1947 è stato in funzione sull'isola un faro. Essa viene usata dalla Marina militare statunitense per test sulle bombe, usando l'isola come bersaglio.